# جنوب إفريقيا في الألعاب الأولمبية الصيفية 2012
شاركت جنوب إفريقيا في دورة الألعاب الأولمبية الصيفية لعام 2012 في لندن في المملكة المتحدة في الفترة من 27 يوليو إلى 12 أغسطس 2012، وكان هذا هو الظهور السادس على التوالي للبلاد في الألعاب الأولمبية الصيفية منذ نهاية زمن الفصل العنصري مما يجعلها المشاركة الثامنة عشرة. أرسل الاتحاد الرياضي الجنوب أفريقي واللجنة الأولمبية (SASCOC) ما مجموعه 125 رياضيًا إلى الألعاب (67 رجلاً و 58 امرأة) للتنافس في 17 رياضة. كانت رياضة الهوكي الميداني وكرة القدم النسائية هي الرياضات الوحيدة التي لعب فيها الرياضيين من جنوب إفريقيا بشكل جماعي. بينما في رياضات الرماية وركوب الدراجات والجودو والرماية ورفع الأثقال لم يكن هناك سوى منافس واحد فقط.
من بين الرياضيين البارزين في جنوب إفريقيا هما نجوم سباقات المضمار أوسكار بيستوريوس وكاستر سيمينيا. سجل بيستوريوس (الحائز على لقب بطل أولمبياد المعاقين أربع مرات) الرقم القياسي التاريخي لجنوب إفريقيا كأول رياضي مبتور الساقين يتنافس في الأولمبياد، أما سيمينيا وهي عداءة المسافات المتوسطة بطلة العالم والتي خضعت لاختبار الكشف عن الجنس عام 2009 فقد حملت علم بلدها في حفل الافتتاح. ضمت تشكيلة جنوب إفريقيا أيضًا إلى جانب الفائزين بالميداليات الأولمبية الحالية السباح رولان مارك شومان [الإنجليزية] الذي فاز بمجموعة كاملة من الميداليات في أثينا، ولاعب الوثب الطويل غودفري خوستو موكوينا الذي فاز بالميدالية الفضية في بكين.

## معرض صور

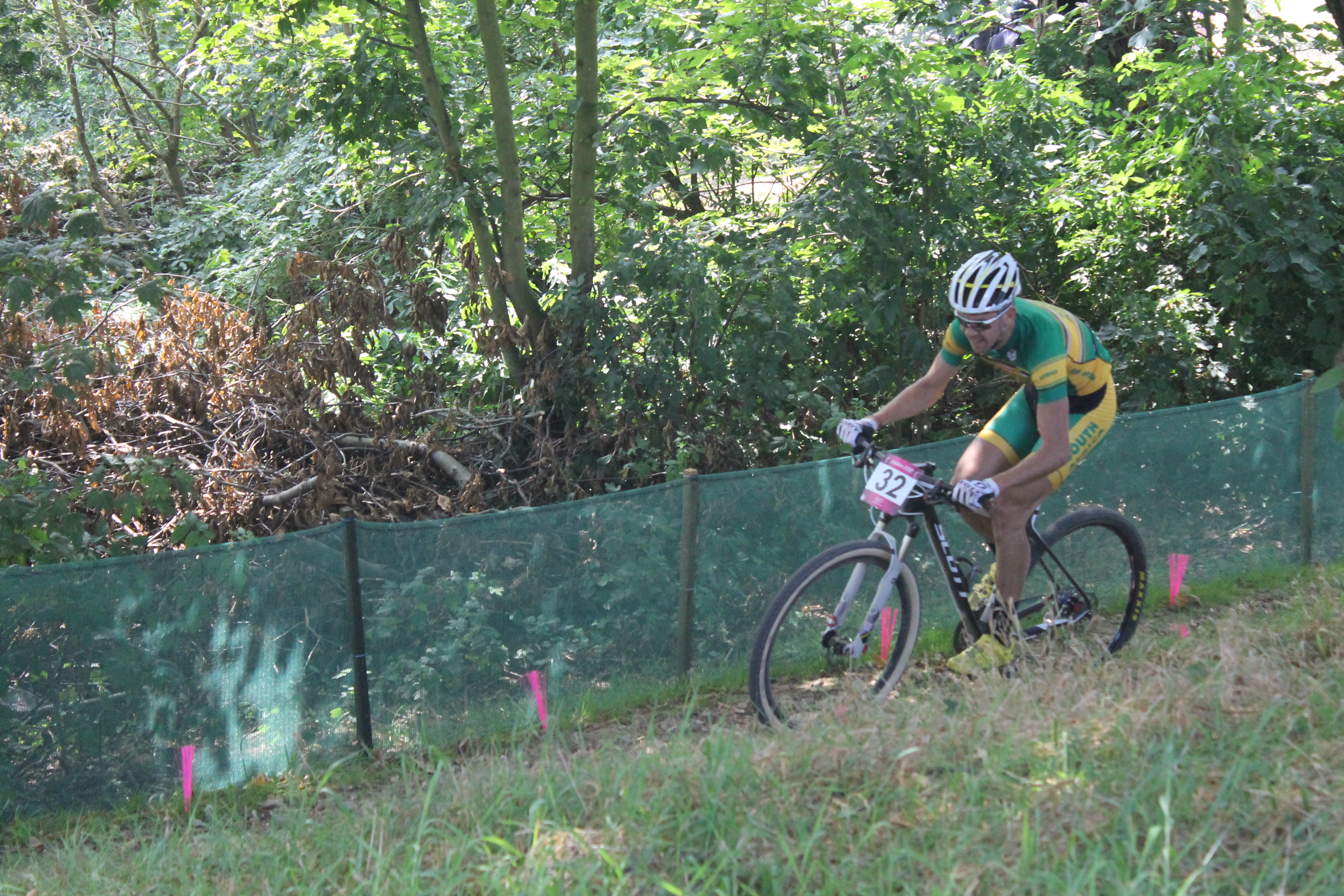
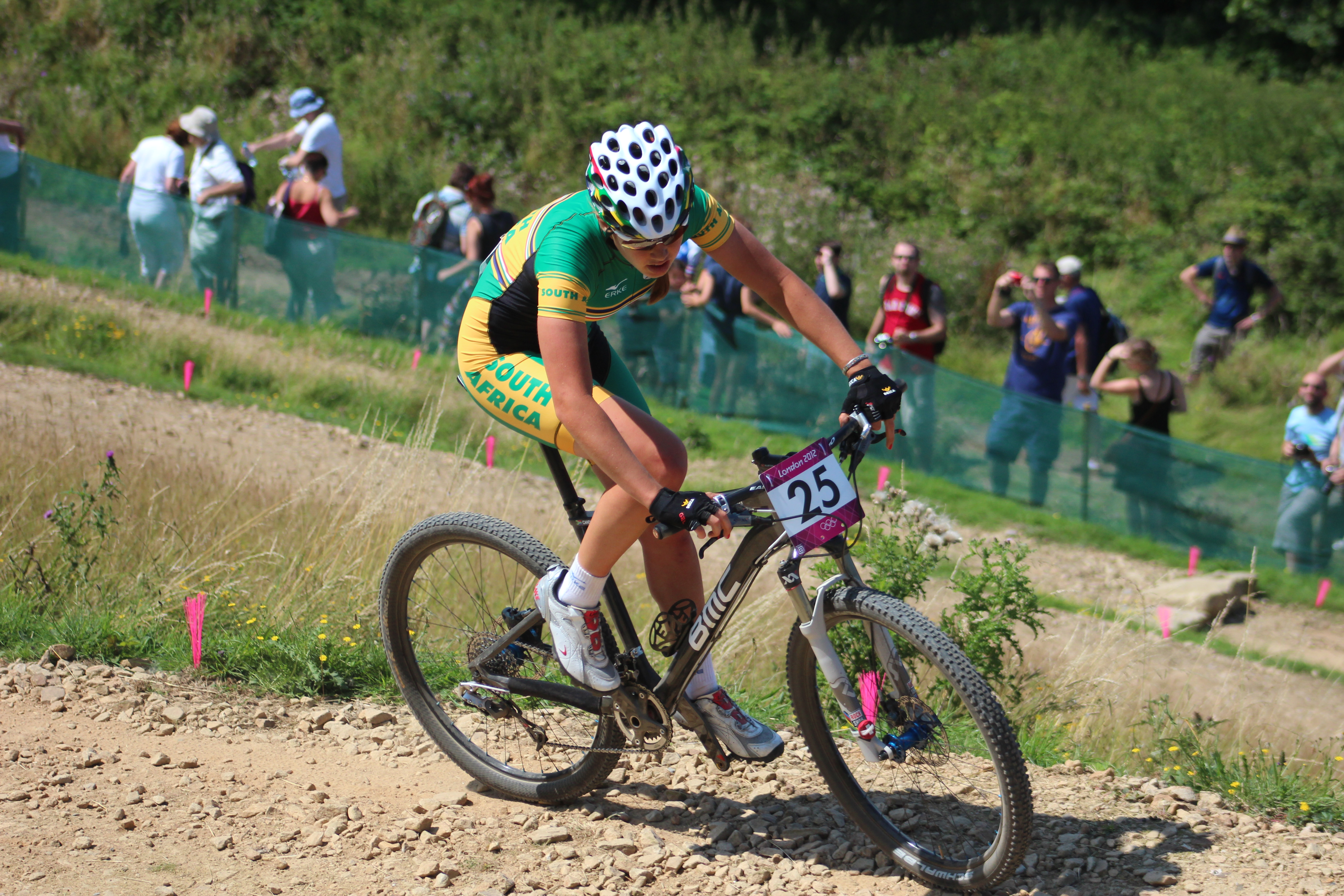
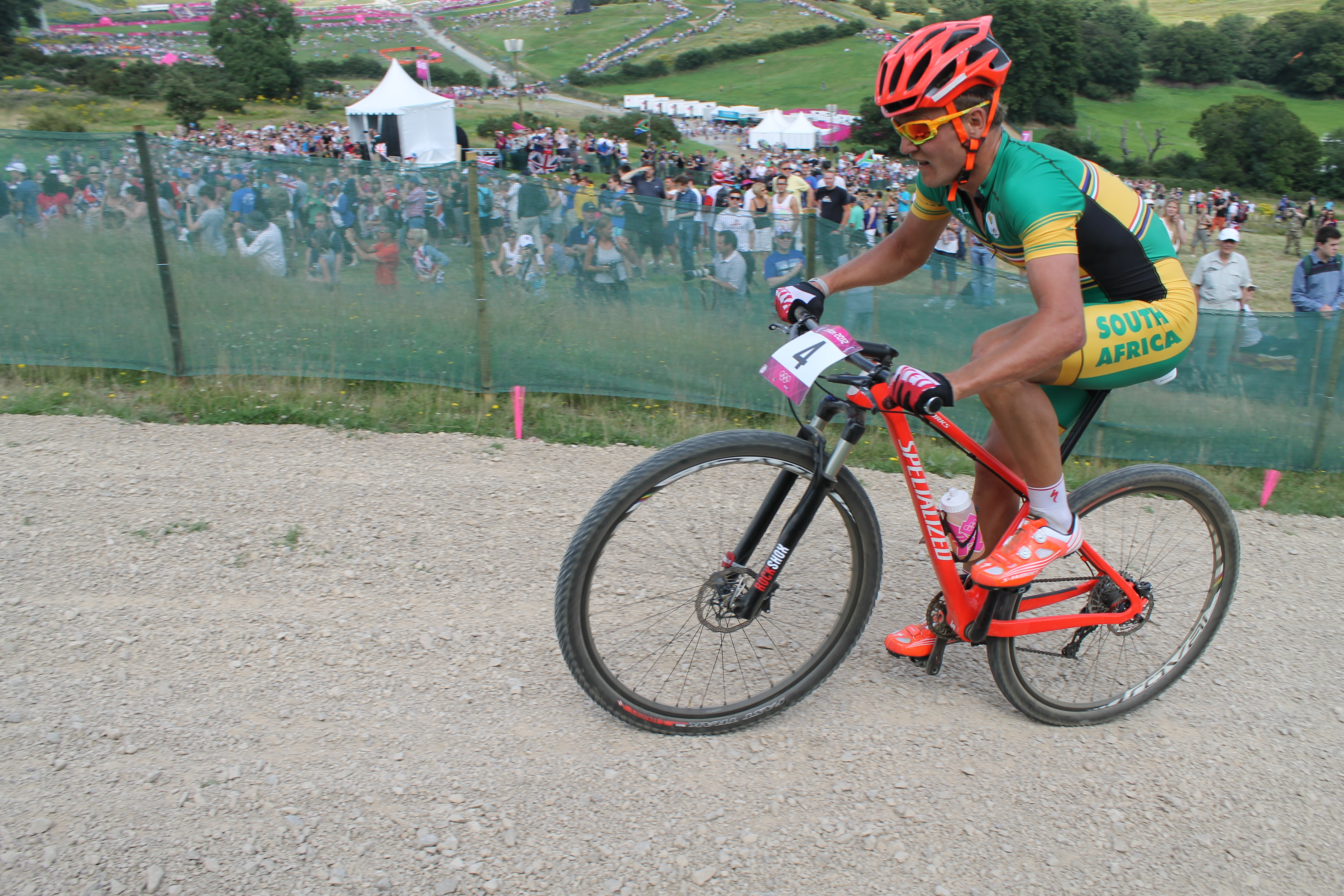